# Île O'Reilly
Pour les articles homonymes, voir O'Reilly.
L’île O'Reilly est une île du détroit de Victoria au Nunavut, Canada.